# Hemiunu
Hemiunu (fl. circa 2570 a.C.) è stato un visir, architetto e sacerdote egizio durante la IV dinastia.
A lui è attribuita la progettazione della Piramide di Cheope, presso il quale fu "sovrintendente dei lavori del re".
| Hm | iwn | w |

| Hm | iwn | w |

## Biografia
Hemiunu era figlio del principe Nefermaat e della sua consorte Itet, nonché nipote del faraone Snefru e parente di Cheope. Hemiunu ebbe anche tre sorelle e numerosi fratelli.

Dalle pareti della sua mastaba, localizzata a Giza sul fianco della piramide di Cheope, e da una statua trovata nel suo serdab ci sono noti vari suoi titoli quali: Figlio del corpo del re (principe ereditario), Portatore dei sigilli del re del Basso Egitto, Capo della giustizia e Visir, Maggiore dei Cinque della Casa di Thot.

Come visir, succedette allo zio Kanefer ed al padre Nefermaat.